# Kościół św. Franciszka z Asyżu w Ħamrun
Kościół św. Franciszka z Asyżu (malt. Knisja ta’ San Franġisk t’Assisi, ang. Church of St Francis of Assisi) – rzymskokatolicki kościół w Ħamrun na Malcie. Został zbudowany w latach 1952–1954.

## Historia
Zakon Braci Mniejszych 16 sierpnia 1947 ustanowił w Ħamrun małą kaplicę, która mieściła się w przebudowanym garażu. Kaplica ta miała być tymczasowa i wkrótce potem Zakon zaczął poszukiwać działki pod budowę stałego kościoła. Po wybraniu miejsca, 13 kwietnia 1952 rozpoczęto budowę kościoła położeniem kamienia węgielnego przez Tarcisju Xerri, przełożonego Zakonu. Kościół został zbudowany według projektów architekta Ġużè Damato. Budynek kościoła został udostępniony wiernym 30 października 1954. Świątynia została konsekrowana przez arcybiskupa Mikiela Gonzi w maju 1955.
Kościół podlega jurysdykcji parafii Niepokalanego Poczęcia Najświętszej Maryi Panny w Ħamrun.

## Architektura
Kościół ma prosty rzymski styl i jest zbudowany z lokalnego wapienia i betonu. Ten ostatni służył do wykonania dachu i ośmiobocznej kopuły, a ściany kościoła wykonano z kamienia. Budynek może pomieścić 2000 osób i jest długi na ok. 43 m i szeroki na ok. 21 m, łącznie z nawami bocznymi. Sama nawa ma szerokość 17 m. Kościół ma dużą dzwonnicę, na której szczycie stoi posąg św. Franciszka wyrzeźbiony przez Marco Montebello i zainstalowany 21 lutego 1960.
Wewnątrz kościoła znajduje się ołtarz główny i dwa ołtarze boczne, a także kaplica poświęcona Matce Bożej Nieustającej Pomocy. Z kościołem sąsiaduje klasztor Franciszkanów, a oba budynki są wewnętrznie połączone.

## Dzieła
W kościele znajduje się tytularny posąg św. Franciszka przyjmującego stygmaty, który został wyrzeźbiony w marmurze przez Wistina Camilleri, a także marmurowe posągi św. Antoniego z Padwy i Niepokalane Poczęcie, które zostały wyprodukowane przez firmę Andriani z Lukki.